# Gillman
Gillman es una banda venezolana de heavy metal formada en 1984 por el cantante Paul Gillman caracterizado por sus críticas sociales y políticas así como la inclusión de narrativas propias de la cultura popular venezolana en algunos de sus álbumes.
En sus más de 30 años, Gillman ha publicado más de 20 álbumes y participado en un gran número de compilaciones oficiales y no oficiales. Desde sus comienzos, la banda ha sufrido varios cambios en su formación adaptados a cada uno de los proyectos musicales desarrollados. Su alineación actual incluye a Carlos "Kike" Campos (guitarra), Vicente Arcuri (batería), Dieter Rafael Cedeño Flores (bajo) y Luis Loyo (bajo y guitarras).

## Historia
Tras la salida de Paul Gillman de Arkangel se reúne junto a Ernesto Ferro (guitarra), Luis Ferrer (bajo) y Felipe Celis (batería), para formar la nueva agrupación Gillman debutando discográficamente con el álbum Levántate y Pelea que salió a la venta el 28 de febrero de 1984. Un disco cargado de rock pesado, energía, con crudas letras que denuncian los problemas sociales y políticos que se vivían en Venezuela por esas fechas; de este trabajo se desprenderían varios clásicos como «Corazón de Rock Pesado», «Levántate y pelea», «Víctima de la sociedad» o la balada «El Poeta» dedicada a quien fuera mánager y amigo de Paul desde sus inicios Alfredo Escalante. Este disco se convirtió en un clásico del heavy metal venezonalo y es considerado el sucesor natural de los primeros 3 álbumes de Arkangel.
Hacia 1985 Gillman es fichado por el sello discográfico Sonorodven, una discográfica de gran importancia en Venezuela y esto le garantiza una gran difusión de esta obra; se firma contrato por 5 producciones. Con cambios en la agrupación, se graba el álbum El Guerrero en el mismo año, para este disco, sólo Ernesto Ferro se mantiene de la formación inicial y los nuevos integrantes son dos músicos de Resistencia: Victor López Inaudi (bajo) y Rodrigo Yoma Aparici (guitarra), además del baterista Félix Guerra; el tema que da nombre al disco se convertiría en todo un clásico infaltable en las presentaciones de la banda así como los temas «La serenata del estrangulador» y «Guardianes del Metal».
Su segunda salida con el sello con la publicación de su álbum Sígueme (1988) es una de las más criticadas por su público, debido al acercamiento con la música pop muy comercial, lo cual queda plasmado en el hit “Adriana”; un sonido totalmente alejado de lo que representa como agrupación Gillman; tanto que en catálogos especializados este disco no se considera parte de la discografía de Gillman sino de Paul como solista, (esto para garantizar la homogeneidad musical del proyecto Gilman) y aunque este sonido le garantizaba un gran éxito comercial y grandes beneficios económicos, Paul optó por regresar a sus raíces y principios es así como en 1990 edita El Regreso del Guerrero, nombre que indica la vuelta a su estilo con temas como el ya clásico «F-27», así como «Dr. Knoche», «Los Visitantes», la divertida «Chao, chao Jhonny» y «Ladrolítico». Si bien este álbum es un clásico y logró la aceptación de sus seguidores, significó el fin de la relación contractual con el sello.
En los años 90, tras la aparición de diversos recopilatorios (oficiales y piratas) se da paso a una de las obras más importantes de Gillman y una de las más representativas dentro del movimiento rock nacional venezolano Escalofrío (1994). Con una banda totalmente renovada en donde, además de Paul Gillman, se encuentran Facundo Coral (guitarra), Eulalio “Churdy” Toledo (bajo), Eduardo Sáez (batería) y con la participación especial  del locutor Porfirio Torres; esta grabación hace un recorrido por diversas leyendas que forman parte del folklore nacional (El Silbón, La Sayona, El Carretón, entre otras) donde el relato de cada historia, por parte del locutor, viene acompañado de la fuerza representada por la música y letras de Gillman, dos años más tarde se editaría su primer álbum oficial en directo Vivo y en vivo grabado durante la gira “Gillman Vivo & en Vivo”, en el concierto realizado en el desaparecido Ice Center de Valencia, el 27 de mayo de 1995 en este disco el setlist es mayormente compuesto por temas de Gillman y dos canciones de la etapa de Paul en Arkangel.

### El nuevo comienzo Guaicaipuro Cuauhtémoc
Para 2003, El Guerrero tenía guardada una gran sorpresa que muchos fanes habían esperado: el retorno de Gillman a los escenarios. A esto, hay que agregarle la realización de un nuevo álbum de estudio después de más de 10 años. Gillman diseño y creó cuidadosamente una imagen acorde a las aspiraciones de la banda. Así llegó Guaicaipuro Cuauhtémoc, mascota creada por Derek Riggs que, en principio, fue concebida sólo para la carátula del álbum Cuauhtemoc, pero poco a poco "Guaica" fue ganando aceptación entre los fanes hasta convertirse en mascota oficial del grupo. "Guaica" es una cacique indígena, resultado de la mezcla de todas las tribus que poblaron el continente antes de la llegada del hombre blanco, que "ha regresado para reclamar todos esos asuntos que aún están pendientes, desde el saqueo de sus tierras, hasta la violación y genocidio de su gente"; los bosquejos iniciales de "Guaica" fueron basados en el ya famoso Eddie, mascota de la agrupación británica Iron Maiden, y aunque se puede notar cierto parecido en los personajes, las acciones que representan no pueden ser más diferentes.
La edición de Cuauhtemoc (2003) rompe un silencio discográfico de nueve años debido a que la obra anterior -grabada en estudio- data del año 1994. Un disco que ofrece un sonido enmarcado dentro de las corrientes más duras del rock pero con más madurez y una mejor producción respecto a pasados trabajos, para esta placa Paul estuvo acompañado de Eulalio “Churdy” Toledo – bajo y coros, Facundo Coral – guitarra y coros, Eduardo Sáez – batería y Eduardo Nieto – guitarra y coros.
En julio de 2007, la banda se presenta el sucesor de Cuauhtemoc; con la publicación de Inevitable, respaldados en Guaica y Paul Gillman se unen Sergio Sánchez (guitarra), Richard Rojas (bajo), Vicente Arcuri (batería), para celebrar así los 30 años de vida artística de Paul Gillman y los más de 20 de la banda. Las canciones de este álbum son una mezcla del estilo mostrado en Escalofríos (narración-tema) y versiones renovadas de clásicos. En 2011 se publica la primera edición de "Tributo a los desconocidos" este traajo se compone de tributos en castellano a bandas anglosajonas como UFO, Blue Öyster Cult, Thin Lizzy, Alex Harvey o Riot entre otras.
En 2012 Guilman sorprende a sus fans con la secuela de su álbum insignia "Escalofrió"; "Escalofrío II... La conclusión" se publicó el 6 de octubre con una aceptación inmediata de sus seguidores y la crítica especializada, la fórmula usada es la misma de la primera entrega, pero la producción musical y gráfica fue mejorada y potenciada al máximo. 

### Regrabación de Clásicos, Álbumes en Vivo y Presente
En noviembre de 2013 se publica "Escalofrío XX aniversario" que consiste en la regrabación completa de la primera entrega con la banda actual; este tipo de álbum se volvieron una tendencia de Guillman en los siguientes años con la regrabación de material clásico en "Clásicos recargados", "Levántate y Pelea 40° Aniversario". Su segundo larga duración en directo, "Más vivo y en vivo" ve la luz en 2016 este cuenta con la regrabación por la banda Gillman del set-list completo correspondiente a la presentación de Arkangel en el teatro La Campiña, del 28 de febrero de 1982 que se había publicado parcialmente en el segundo álbum de la agrupación además de un DVD con material del concierto y adicionales, en 2021 llegarían 2 publicaciones la primera es "Tesoros" álbum doble que se compone de un CD con temas grabados en directo y un disco extra cantando en inglés tributo a varias bandas británicas legendarias como Jethro Tull, Uriah Heep, Led Zeppelin entre otras; su última publicación oficial "Presente" (2021) disco que se compone de temas inéditos y la publicación del EP "Tributo a los desconocidos III".

### Actualmente
En abril de 2013, la Banda tiene una nueva formación conformada por: Roxana Herrera (Bajo), Luis Loyo (Guitarra), Carlos Enrique Campos (Guitarra), Vicente Arcuri (Batería). La banda celebrando los 20 años del primer "Escalofrío", regrabó en Buenos Aires, Argentina, totalmente el disco, e incluyó 3 temas extras.
El 19 de julio de 2014 la banda Gillman, a través de un comunicado en su página de Facebook, decide sustituir a Roxana Herrera (bajo) con Dieter Rafael Cedeño Flores, procedente de la banda "Thrasherhell". Las razones de la banda para sustituir a Roxana Herrera no se dieron a conocer, pero en un comunicado la bajista dijo a través de su página en Facebook: 

"...quiero comentarles que en contra de mi voluntad la banda Gillman ha tomado la decisión por la cual no podré seguir más con ellos. Diferencias que se tornaron irreconciliables, darán paso a una nueva etapa en mi aporte al Rock".

En el 2015, sale de la banda Carlos Campos para buscar nuevos horizontes, y la banda queda con un solo guitarrista. Publican el álbum Clásicos recargados, con éxitos de las décadas de los años 1980 y 1990 regrabados por la banda.

## Álbumes

### Álbumes de estudio
- Levántate y Pelea (1984)
- El Guerrero (1985)
- El regreso del guerrero (1990)
- Escalofrío (1994)
- Cuauhtémoc (2003)
- Inevitable (2007)
- Tributo a los Desconocidos (2011)
- Escalofrió II...La conclusión (2012)
- Presente (2021)

### Regrabados & Ediciones Aniversario
- Escalofrío XX Aniversario (Regrabado) (2013)
- Clásicos recargados (2015)
- Levántate y pelea Edición 40 Aniversario (2017)

### Álbumes en directo
- Vivo y en Vivo (1996)
- Más Vivo y en Vivo (2016)
- Tesoros (2020)

### Álbumes recopilatorios
- Lo Inédito (1993) -No Oficial
- Escalofríos 1 + 2 - La saga (2018)
- 15 Años (1992)
- 25 Años (2001)
- 30 Años De Rock Nacional -Box Set (2008)

### Álbumes en vídeo
- Lo Más Duro (1991) -No Oficial
- +30 años de rock nacional - Los videos (2008)
- Gillmanfest Carabobo - Venezuela (2008)
- Gillmanfest Caracas (2013)

### Otras publicaciones
- Ready to Attack (Demo) (1992)
- Killer (Sencillo) 1992)
- El Curandero (EP) (2011)

## Videoclips
- Rock Para El mundo
- Corazón De Rock Pesado
- Resucite
- Revolución
- Dr. Kanoche
- Valiente